# Diocese de Caçador
A Diocese de Caçador (em latim: Dioecesis Captatoropolitana) é uma divisão eclesiástica da Igreja Católica no estado de Santa Catarina. 
A Diocese Católica Romana de Caçador, localizada na cidade de Caçador, na província eclesiástica de Chapecó, no Brasil. Abrange os municípios de Arroio Trinta, Bela Vista do Toldo, Caçador, Calmon, Canoinhas, Fraiburgo, Iomerê, Irineópolis, Lebon Régis, Macieira, Major Vieira, Matos Costa, Monte Castelo, Papanduva, Pinheiro Preto, Porto União, Rio das Antas, Salto Veloso, Santa Cecília, Timbó Grande, Três Barras, Treze Tílias e Videira.

## História
A Diocese de Caçador foi criada no dia 23 de novembro de 1968, pelo Papa Paulo VI por meio da bula Lagensis (Captatoropolitana). Seu território foi desmembrado da Diocese de Lages. A área total da Diocese de Caçador é de 12.160 km², equivalente a 12,72% da área total do estado.
No dia 12 de março de 1969, foi nomeado o primeiro bispo, Dom Orlando Dotti, que iniciou o exercício do ministério na diocese em 29 de junho de 1969. Dom Oneres Marchiori o sucedeu, tomando posse no dia 1° de março de 1977. O 3° bispo da Diocese de Caçador foi Dom Luís Colussi. Ele iniciou seu pastoreio no dia 5 de fevereiro de 1984 e o exerceu até 4 de dezembro de 1996, quando faleceu. De 9 de dezembro de 1996 a 18 de novembro de 1998, a diocese foi governada pelo administrador diocesano padre Luiz Carlos Eccel, que posteriormente foi nomeado bispo e iniciou o ministério episcopal no dia 7 de fevereiro de 1999. Dom Luiz Carlos Eccel exerceu o pastoreio da diocese até o dia 24 de novembro de 2010, quando o papa Bento XVI aceitou o seu pedido de renúncia. Em seguida, a diocese foi governada pelo administrador apostólico Dom Oneres Marchiori, bispo emérito de Lages, até o dia 4 de setembro de 2011. Dom Frei Severino Clasen, O.F.M., quinto bispo de da diocese, foi nomeado no dia 6 de julho de 2011, iniciando seu pastoreio na diocese no dia 4 de setembro de 2011. No dia 1 de julho de 2020, o Papa Francisco o nomeou para a Arquidiocese de Maringá, tornando-se o quinto arcebispo da sede episcopal.
Em 18 de agosto de 2020, padre Renato Luís Caron foi escolhido pelo colégio de consultores como administrador diocesano, que tem a função de administrar a diocese até a chegada do novo bispo.
No dia 30 de junho de 2021, o padre Cleocir Bonetti foi nomeado bispo de Caçador pelo Papa Francisco.

## Bispos
Bispos encarregados da diocese:
| #  | Nome                                | Período     | Notas                            |
| -- | ----------------------------------- | ----------- | -------------------------------- |
| 6º | Cleocir Bonetti                     | 2021-       | Atual                            |
| 5º | Severino Clasen, O.F.M.             | 2011 - 2020 | Nomeado Arcebispo de Maringá     |
| 4º | Luiz Carlos Eccel                   | 1998 - 2010 | Renunciou                        |
| 3º | Luís Colussi                        | 1983 - 1996 |                                  |
| 2º | João Oneres Marchiori               | 1977 - 1983 | nomeado Bispo-coadjutor de Lages |
| 1º | Orlando Octacílio Dotti, O.F.M.Cap. | 1969 - 1976 | nomeado Bispo de Barra           |